# Gornji Branetići
Gornji Branetići (cyr. Горњи Бранетићи) – wieś w Serbii, w okręgu morawickim, w gminie Gornji Milanovac. W 2011 roku liczyła 476 mieszkańców.